# Fabrice Alleman
Fabrice Alleman (* 30. April 1967 in Mons) ist ein belgischer Jazzmusiker (Saxophone, auch Klarinette, Flöte). 

## Leben und Wirken
Alleman begann seine Karriere als Musiker 1990, nachdem er seine Jazzausbildung am Brüsseler Konservatorium abgeschlossen hatte. Im selben Jahr begann er ein Aufbaustudium an der Manhattan School of Music in New Yord, wo er 1992 den ersten Preis in der Saxophonklasse gewann. In der Folge arbeitete er in verschiedenen Genres, unter anderem als Begleiter von Salvatore Adamo und mit dem Calvin Owens Blues Orchestra. Im Bereich des Jazz arbeitete er unter anderem mit Richard Rousselet, Michel Herr, Steve Houben, Jean Warland, Bruno Castellucci und gehörte zu den Allstars von Jean-Pierre Gebler. 
1996 nahm Alleman sein erstes Album im Duo mit dem Gitarristen Paolo Loveri auf. 1997 trat er mit Terence Blanchard in Luxemburg auf. Er stellte sich mit seinem eigenen Quartett, bestehend aus Michel Herr, Jean-Louis Rassinfosse und Frédéric Jacquemin beim Jazz Festival de Liège und als Gast von Kenny Werner beim Gaume Jazz Festival vor. Mit seinem Auftritt beim Jazz Festival de Liège gewann er den Preis „Nicolas Dor“ für die beste belgische Leistung. Seit 1998 folgten weitere Alben unter eigenem Namen; auch ist er auf Alben von Chris Joris, Phil Abraham, Marc Moulin, Stéphane Collin, Stéphane Mercier, Charles Loos und des Brussels Jazz Orchestra vertreten.

## Diskographische Hinweise
- Obviously (Igloo 2013, mit Nathalie Loriers, Reggie Washington, Lionel Beuvens sowie Lorenzo Di Maio)
- Jean-Louis Rassinfosse, Fabrice Alleman, Jean-Philippe Collard-Neven & Xavier Desandre Navarre Braining Storm (Fuga Libera 2010)
- Jean Warland / Fabrice Alleman The Duet (Igloo 2009)
- Fabrice Alleman Quartet Sides of Life (Lyrae Records 2004)
- Fabrice Alleman / Paolo Loveri Duo & String Quartet On the Funny Side of the Strings (Lyrae Records 2001)
- Fabrice Alleman Quartet Loop the Loop (Igloo 1998)
- Fabrice Alleman / Paolo Loveri Duo (Lyrae Records 1996)